# Limbo (religion)
Limbo (även limbus, latin ’gräns’, ’utkant’) är enligt äldre, numera inaktuell, katolsk teologi en del av dödsriket som var ett mellantillstånd mellan himmel och helvete.
Tanken på limbo lanserades på 1200-talet av Thomas av Aquino. Thomas ansåg att tron på Guds barmhärtighet krävde en sådan utgång för dem som av ett eller annat skäl inte av egen förskyllan var fördömda och därför inte förtjänade skärselden. Han skilde mellan limbo infantium för spädbarn som hade avlidit innan de hunnit bli döpta och limbo patrum för de fromma människor från tiden före Kristi födelse som efter Kristi fullbordade försoning skulle upphämtas till himmelriket.
Dante lät i Divina commedia limbo vara helvetets första krets där forntidens visa som Sokrates, Platon och Vergilius vistas. Deras själar plågas inte, men de känner en evig längtan efter himmelriket.